# Ben van der Voort
Bernardus Johannes "Ben" van der Voort (7 de outubro de 1914 — 12 de março de 2002) foi um ciclista holandês. Nos Jogos Olímpicos de 1936 em Berlim, Voort competiu na perseguição por equipes de 4 km, mas não conseguiu terminar a corrida.